# Stanisław Zieliński
Stanisław Zieliński (26 de julho de 1912 — setembro de 1939) foi um ciclista polonês. Competiu representando seu país, Polônia, em duas provas de ciclismo de estrada nos Jogos Olímpicos de Verão de 1936 em Berlim.